# 白石一文
白石 一文（しらいし かずふみ、1958年8月27日 - ）は、日本の小説家。父は直木賞作家の白石一郎。双子の弟は小説家の白石文郎。2010年「ほかならぬ人へ」で直木賞を受賞。初の親子二代での受賞となった。

## 来歴・人物
- 福岡県福岡市生まれ。福岡県立福岡高等学校29期を経て、早稲田大学政治経済学部卒業。その後、文藝春秋に入社、週刊誌記者、文芸誌編集などを経る[2]。
- 1992年、瀧口明の名で投稿した『惑う朝』（応募時タイトルは『鶴』）で第16回すばる文学賞佳作。1994年、滝口明の名で『第二の世界』を上梓。2000年、白石名義での「一瞬の光」で再デビューする。
- パニック障害を患い、一時休職。現場復帰するも、退社、作家専業となる。
- 「どれくらいの愛情」が第136回直木賞候補作となる。
- 2009年「この胸に深々と突き刺さる矢を抜け」で第22回山本周五郎賞を受賞する。
- 2010年「ほかならぬ人へ」で第142回直木賞を受賞する。父の一郎が同賞に6回（7作）も候補に挙がりながらも落選し続ける姿を見てこういう賞がなければいいとまで思っていた。そんな大嫌いな賞だった直木賞を受賞したことに対し「変わらざるを得ない。大好きとは言えないが、好きぐらいは言いたい」と語っている[要出典]。
- 直木賞授賞後に発表したエッセイで、父・一郎の唯一のSF作品である『黒い炎の戦士』シリーズ（未完結）が、自身が原案を担当した「共著」であり、またその続巻を発表するつもりであることを、明かした[要出典]。
- 思想的にショーペンハウアー、トルストイなどの影響を受けている。
- ロッキングオンの編集者、山崎洋一郎や社会学者の宮台真司に支持される[要出典]。

## 著書
滝口明名義
- 『第二の世界』（海越出版社、1994年）

白石一文名義
※文庫は、同一版元
- 『一瞬の光』（角川書店、2000年）、文庫化
- 『不自由な心』（角川書店、2001年）、文庫化
- 『すぐそばの彼方』（角川書店、2001年）、文庫化
- 『僕のなかの壊れていない部分』（光文社、2002年）、文庫化、文春文庫、2019
- 『草にすわる』（光文社、2003年）、文庫化、文春文庫、2021
- 『見えないドアと鶴の空』（光文社、2004年）、文庫化、文春文庫、2022
- 『私という運命について』（角川書店、2005年）、文庫化
- 『もしも、私があなただったら』（光文社、2006年）、文庫化、文春文庫、2020
- 『どれくらいの愛情』（文藝春秋、2006年）、文庫化
- 『永遠のとなり』（文藝春秋、2007年）、文庫化
- 『心に龍をちりばめて』（新潮社、2007年）、文庫化、祥伝社文庫(『強くて優しい』に改題)、2024
- 『この世の全部を敵に回して』（小学館、2008年）、文庫化
- 『この胸に深々と突き刺さる矢を抜け』（上下、講談社、2009年）、文庫化
- 『ほかならぬ人へ』（祥伝社、2009年）、文庫化
- 『砂の上のあなた』（新潮社、2010年）、文庫化
- 『翼』（光文社、2011年）、文庫化
- 『幻影の星』（文藝春秋、2012年）、文庫化
- 『火口のふたり』（河出書房新社、2012年）、文庫化
- 『快挙』（新潮社、2013年）、文庫化、鉄筆文庫、2024
- 『彼が通る不思議なコースを私も』（集英社、2014年）、文庫化
- 『神秘』（毎日新聞社、2014年）、文庫化
- 『愛なんて嘘』(新潮社、2014年)、文庫化
- 『ここは私たちのいない場所』(新潮社、2015年)、文庫化、2019
- 『光のない海』(集英社、2015年)、文庫化
- 『記憶の渚にて』(角川書店、2016年)、文庫化
- 『一億円のさようなら』(徳間書店、2018年)、文庫化、2020
- 『スタンド・イン コンパニオン(原題:代替伴侶)』(レッド・サークル、2018年)
- 『プラスチックの祈り』(朝日新聞出版、2019年)、文庫化、2022
- 『あの頃の「火口のふたり」』野村佐紀子 写真. 河出書房新社, 2019.8
- 『君がいないと小説は書けない』新潮社, 2020.1、文庫化、2022
- 『こはるとちはる』(恋の絵本) 北澤平祐 絵, 瀧井朝世 編. 岩崎書店, 2020
- 『ファウンテンブルーの魔人たち』新潮社, 2021.5
- 『我が産声を聞きに』講談社, 2021.7、文庫化、2024
- 『てがでかこちゃん』(えほんのぼうけん) 谷川千佳絵. 岩崎書店, 2021.8
- 『道』小学館,2022.6、文庫化、2023
- 『松雪先生は空を飛んだ上・下』KADOKAWA,2023.1
- 『投身』文藝春秋,2023.5
- 『かさなりあう人へ』祥伝社,2023.10
- 『Timer 世界の秘密と光の見つけ方』毎日新聞出版,2024.5
- 『代替伴侶』筑摩書房,2024.10